# Travelcard Zone 2
Travelcard Zone 2 è la seconda zona più centrale del Transport for London, costituita da sei zone (approssimativamente concentriche) utili per calcolare il costo delle tariffe per il servizio intermodale di trasporto che consente l'uso della Metropolitana di Londra e della Docklands Light Railway. Essa è una tariffa Travelcard, caricabile sulla Oyster Card ed  applicabile all'utilizzo integrato del bus e della metropolitana.  

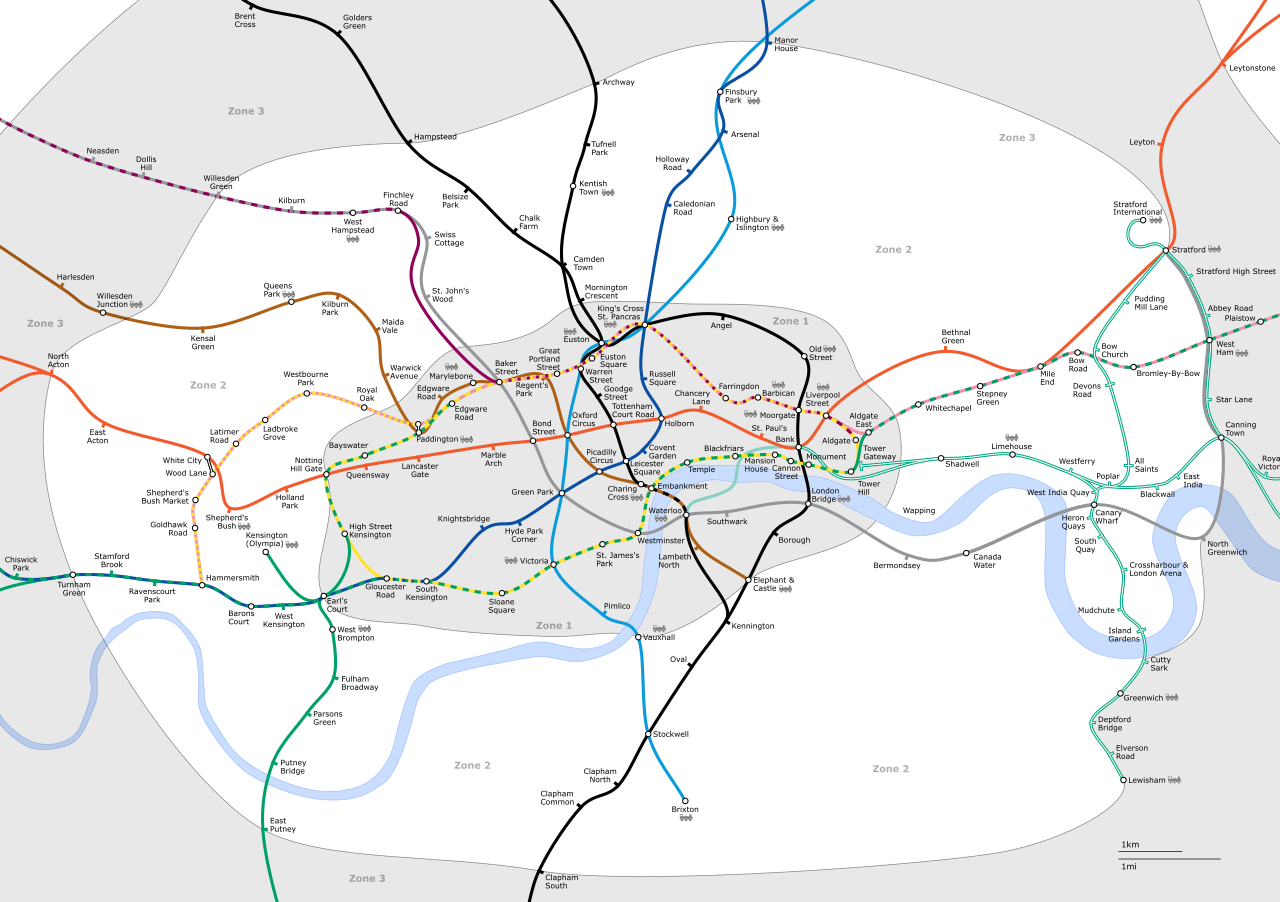
Mappa accurata della zona 2 (la ciambella bianca) della Metropolitana di Londra

## Stazioni
Le seguenti stazioni sono ubicate nella Zona 2:
| Stazione                                                         | Borough                | Operatore                                  | Note                  |
| ---------------------------------------------------------------- | ---------------------- | ------------------------------------------ | --------------------- |
| All Saints                                                       | Tower Hamlets          | Docklands Light Railway                    |                       |
| Archway                                                          | Islington              | London Underground                         | Anche in Zone 3       |
| Arsenal                                                          | Islington              | London Underground                         |                       |
| Barons Court                                                     | Hammersmith and Fulham | London Underground                         |                       |
| Battersea Park                                                   | Wandsworth             | Southern                                   |                       |
| Belsize Park                                                     | Camden                 | London Underground                         |                       |
| Bermondsey                                                       | Southwark              | London Underground                         |                       |
| Bethnal Green                                                    | Tower Hamlets          | London Underground                         |                       |
| Bethnal Green                                                    | Tower Hamlets          | National Express East Anglia               |                       |
| Blackwall                                                        | Tower Hamlets          | Docklands Light Railway                    |                       |
| Bow Church                                                       | Tower Hamlets          | Docklands Light Railway                    |                       |
| Bow Road                                                         | Tower Hamlets          | London Underground                         |                       |
| Brixton (Victoria Line)                                          | Lambeth                | London Underground                         |                       |
| Brixton (National Rail)                                          | Lambeth                | Southeastern                               |                       |
| Brockley                                                         | Lewisham               | Southern                                   |                       |
| Bromley-by-Bow                                                   | Tower Hamlets          | London Underground                         | Anche in Zone 3       |
| Brondesbury                                                      | Brent                  | London Overground                          |                       |
| Brondesbury Park                                                 | Brent                  | London Overground                          |                       |
| Caledonian Road                                                  | Islington              | London Underground                         |                       |
| Caledonian Road and Barnsbury                                    | Islington              | London Overground                          |                       |
| Cambridge Heath                                                  | Tower Hamlets          | National Express East Anglia               |                       |
| Camden Road                                                      | Camden                 | London Overground                          |                       |
| Camden Town                                                      | Camden                 | London Underground                         |                       |
| Canada Water                                                     | Southwark              | London Underground, London Overground      |                       |
| Canary Wharf                                                     | Tower Hamlets          | London Underground                         |                       |
| Canonbury                                                        | Islington              | London Overground                          |                       |
| Chalk Farm                                                       | Camden                 | London Underground                         |                       |
| Clapham Common                                                   | Lambeth                | London Underground                         |                       |
| Clapham High Street                                              | Lambeth                | Southern                                   |                       |
| Clapham Junction                                                 | Wandsworth             | South West Trains                          |                       |
| Clapham North                                                    | Lambeth                | London Underground                         |                       |
| Clapham South                                                    | Wandsworth             | London Underground                         | Anche in Zone 3       |
| Clapton                                                          | Hackney                | National Express East Anglia               | Anche in Zone 3       |
| Crossharbour                                                     | Tower Hamlets          | Docklands Light Railway                    |                       |
| Cutty Sark                                                       | Greenwich              | Docklands Light Railway                    | Anche in Zone 3       |
| Dalston Kingsland                                                | Hackney                | London Overground                          |                       |
| Denmark Hill                                                     | Southwark              | Southeastern                               |                       |
| Deptford                                                         | Lewisham               | Southeastern                               |                       |
| Deptford Bridge                                                  | Lewisham               | Docklands Light Railway                    | Anche in Zone 3       |
| Devons Road                                                      | Tower Hamlets          | Docklands Light Railway                    |                       |
| Drayton Park                                                     | Islington              | First Capital Connect                      |                       |
| Earl's Court                                                     | Kensington and Chelsea | London Underground                         | Anche in Zone 1       |
| East Acton                                                       | Hammersmith and Fulham | London Underground                         |                       |
| East Dulwich                                                     | Southwark              | Southern                                   |                       |
| East India                                                       | Tower Hamlets          | Docklands Light Railway                    | Anche in Zone 3       |
| East Putney                                                      | Wandsworth             | London Underground                         |                       |
| Elephant & Castle (London Underground)                           | Southwark              | London Underground                         | Anche in Zone 1       |
| Elephant & Castle (National Rail)                                | Southwark              | First Capital Connect                      | Anche in Zone 1       |
| Elverson Road                                                    | Greenwich              | Docklands Light Railway                    | Anche in Zone 3       |
| Essex Road                                                       | Islington              | First Capital Connect                      |                       |
| Finchley Road                                                    | Camden                 | London Underground                         |                       |
| Finchley Road & Frognal                                          | Camden                 | London Overground                          |                       |
| Finsbury Park                                                    | Islington              | First Capital Connect, London Underground  |                       |
| Fulham Broadway                                                  | Hammersmith and Fulham | London Underground                         |                       |
| Goldhawk Road                                                    | Hammersmith and Fulham | London Underground                         |                       |
| Gospel Oak                                                       | Camden                 | London Overground                          |                       |
| Greenwich                                                        | Greenwich              | Southeastern                               | Anche in Zone 3       |
| Hackney Central                                                  | Hackney                | London Overground                          |                       |
| Hackney Downs                                                    | Hackney                | National Express East Anglia               |                       |
| Hackney Wick                                                     | Hackney Tower Hamlets  | London Overground                          |                       |
| Hammersmith (metropolitana di Londra Piccadilly & District Line) | Hammersmith and Fulham | London Underground                         |                       |
| Hammersmith (metropolitana di Londra Hammersmith & City Line)    | Hammersmith and Fulham | London Underground                         |                       |
| Hampstead                                                        | Camden                 | London Underground                         | Anche in Zone 3       |
| Hampstead Heath                                                  | Camden                 | London Underground                         |                       |
| Herne Hill                                                       | Lambeth                | Southeastern                               | Anche in Zone 3       |
| Heron Quays                                                      | Tower Hamlets          | Docklands Light Railway                    |                       |
| Highbury & Islington                                             | Islington              | London Underground                         |                       |
| Holland Park                                                     | Kensington and Chelsea | London Underground                         |                       |
| Holloway Road                                                    | Islington              | London Underground                         |                       |
| Homerton                                                         | Hackney                | London Overground                          |                       |
| Island Gardens                                                   | Tower Hamlets          | Docklands Light Railway                    |                       |
| Kennington                                                       | Lambeth                | London Underground                         |                       |
| Kensal Green                                                     | Brent                  | London Underground                         |                       |
| Kensal Rise                                                      | Brent                  | London Overground                          |                       |
| Kensington (Olympia)                                             | Kensington and Chelsea | London Overground                          |                       |
| Kentish Town                                                     | Camden                 | London Underground                         |                       |
| Kentish Town West                                                | Camden                 | London Overground                          |                       |
| Kilburn                                                          | Brent                  | London Underground                         |                       |
| Kilburn High Road                                                | Camden                 | London Overground                          |                       |
| Kilburn Park                                                     | Brent                  | London Underground                         |                       |
| Ladbroke Grove                                                   | Kensington and Chelsea | London Underground                         |                       |
| Latimer Road                                                     | Kensington and Chelsea | London Underground                         |                       |
| Lewisham                                                         | Lewisham               | Southeastern, Docklands Light Railway      | Anche in Zone 3       |
| Limehouse                                                        | Tower Hamlets          | c2c, Docklands Light Railway               |                       |
| London Fields                                                    | Hackney                | National Express East Anglia               |                       |
| Loughborough Junction                                            | Lambeth                | First Capital Connect                      |                       |
| Maida Vale                                                       | Westminster            | London Underground                         |                       |
| Manor House                                                      | Hackney                | London Underground                         | Anche in Zone 3       |
| Mile End                                                         | Tower Hamlets          | London Underground                         |                       |
| Mornington Crescent                                              | Camden                 | London Underground                         |                       |
| Mudchute                                                         | Tower Hamlets          | Docklands Light Railway                    |                       |
| New Cross                                                        | Lewisham               | Southeastern, London Overground            |                       |
| New Cross Gate                                                   | Lewisham               | Southern, London Overground                |                       |
| North Acton                                                      | Ealing                 | London Underground                         | Anche in Zone 3       |
| North Dulwich                                                    | Southwark              | Southern                                   | Anche in Zone 3       |
| North Greenwich                                                  | Greenwich              | London Underground                         | Anche in Zone 3       |
| Notting Hill Gate                                                | Kensington and Chelsea | London Underground                         | Anche in Zone 1       |
| Nunhead                                                          | Southwark              | Southeastern                               |                       |
| Oval                                                             | Lambeth                | London Underground                         |                       |
| Parsons Green                                                    | Hammersmith and Fulham | London Underground                         |                       |
| Peckham Rye                                                      | Southwark              | Southern                                   |                       |
| Poplar                                                           | Tower Hamlets          | Docklands Light Railway                    |                       |
| Pudding Mill Lane                                                | Newham                 | Docklands Light Railway                    | Anche in Zone 3       |
| Putney                                                           | Wandsworth             | South West Trains                          | Anche in Zone 3       |
| Putney Bridge                                                    | Hammersmith and Fulham | London Underground                         |                       |
| Queen's Park                                                     | Brent                  | London Underground                         |                       |
| Queens Road Peckham                                              | Southwark              | Southern                                   |                       |
| Queensbury                                                       | Brent                  | London Underground                         |                       |
| Queenstown Road Battersea                                        | Wandsworth             | South West Trains                          |                       |
| Ravenscourt Park                                                 | Hammersmith and Fulham | London Underground                         |                       |
| Rectory Road                                                     | Hackney                | National Express East Anglia               |                       |
| Rotherhithe                                                      | Southwark              | London Overground                          |                       |
| Royal Oak                                                        | Westminster            | London Underground                         |                       |
| Shadwell                                                         | Tower Hamlets          | Docklands Light Railway, London Overground |                       |
| Shepherd's Bush                                                  | Hammersmith and Fulham | London Underground                         |                       |
| Shepherd's Bush Market                                           | Hammersmith and Fulham | London Underground                         |                       |
| South Bermondsey                                                 | Southwark              | Southern                                   |                       |
| South Hampstead                                                  | Camden                 | London Overground                          |                       |
| South Quay                                                       | Tower Hamlets          | Docklands Light Railway                    |                       |
| St Johns                                                         | Lewisham               | Southeastern                               |                       |
| St. John's Wood                                                  | City of Westminster    | London Underground                         |                       |
| Stamford Brook                                                   | Hounslow               | London Underground                         |                       |
| Stepney Green                                                    | Tower Hamlets          | London Underground                         |                       |
| Stockwell                                                        | Lambeth                | London Underground                         |                       |
| Stoke Newington                                                  | Hackney                | National Express East Anglia               |                       |
| Surrey Quays                                                     | Southwark              | London Overground                          |                       |
| Swiss Cottage                                                    | Camden                 | London Underground                         |                       |
| Tufnell Park                                                     | Islington              | London Underground                         |                       |
| Turnham Green                                                    | Hounslow               | London Underground                         | Anche in Zone 3       |
| Upper Holloway                                                   | Islington              | London Overground                          |                       |
| Vauxhall                                                         | Lambeth                | South West Trains, London Underground      | Anche in Zone 1       |
| Wandsworth Road                                                  | Lambeth                | Southern                                   |                       |
| Wandsworth Town                                                  | Wandsworth             | South West Trains                          |                       |
| Wapping                                                          | Tower Hamlets          | London Overground                          |                       |
| Warwick Avenue                                                   | Westminster            | London Underground                         |                       |
| West Brompton                                                    | Kensington and Chelsea | London Underground                         |                       |
| West Hampstead (Jubilee Line)                                    | Camden                 | London Underground                         |                       |
| West Hampstead (National Rail)                                   | Camden                 | First Capital Connect, London Overground   | Due stazioni separate |
| West India Quay                                                  | Tower Hamlets          | Docklands Light Railway                    |                       |
| West Kensington                                                  | Kensington and Chelsea | London Underground                         |                       |
| Westbourne Park                                                  | Westminster            | London Underground                         |                       |
| Westferry                                                        | Tower Hamlets          | Docklands Light Railway                    |                       |
| Whitechapel                                                      | Tower Hamlets          | London Underground, London Overground      |                       |
| White City                                                       | Hammersmith and Fulham | London Underground                         | Anche in Zone 3       |
| Willesden Green                                                  | Brent                  | London Underground                         | Anche in Zone 3       |
| Willesden Junction                                               | Brent                  | London Underground                         | Anche in Zone 3       |